# Михайлов, Александр Александрович (актёр, 1926)
Александр Александрович Михайлов (1926—1998) — советский актёр театра и кино.

## Биография
Родился 12 октября 1926 года.
В 1950 году окончил Высшее театральное училище имени Б. В. Щукина, после чего работал в Государственном русском драматическом театре Эстонской ССР (ныне Русский театр Эстонии). Затем Михайлов переехал в Ленинград. Работал на радио, в «Ленконцерте» выступал в качестве чтеца. Был дипломантом Всероссийского конкурса артистов эстрады. Снимался в кино.
Умер 6 апреля 1998 года в Санкт-Петербурге, был похоронен на городском Смоленском кладбище.

## Фильмография
1. 1950 — «Жуковский» — эпизод /(нет в титрах)
2. 1959 — «Песня о Кольцове» − Пушкин
3. 1964 — «Помни, Каспар…» − Зайферт
4. 1967 — «Седьмой спутник» − Муравлёв
5. 1968 — «Моабитская тетрадь» − Унгляуб
6. 1969 — «Развязка» − Воротихин
7. 1970 — «Зелёные цепочки» − однорукий

## Озвучивание
1. 1964 год — «900 незабываемых дней» − читает текст